# Bread (Band)
Bread war eine im Jahr 1968 gegründete vierköpfige Band aus Los Angeles, Kalifornien, die mit einem eigenen, sanften Pop-/Rock-Musikstil jahrelang sehr erfolgreich war.

## Bandgeschichte
David Gates und Jimmy Griffin waren, jeweils alleine oder in Kooperation mit anderen bekannten Künstlern, schon jahrelang in der Musikbranche in und um Los Angeles produktiv gewesen. Robb Royer war Mitglied der Band The Pleasure Fair, für die David Gates als Produzent tätig war, und schrieb auch selbst einige Countrysongs. Eine Kooperation von James Griffin und Rob Royer brachte den Text des Erfolgstitels For All We Know hervor, der zunächst im Film Liebhaber und andere Fremde (Originaltitel: Lovers and Other Strangers) verwendet, später durch die Carpenters bekanntgemacht wurde und den Oscar für den besten Song des Jahres 1970 gewann.
Diese beruflichen Berührungspunkte führten schließlich zum Zusammenschluss der drei Musiker in einer gemeinsamen Band.
Der Name Bread war der letzte von vielen Vorschlägen, über die lange diskutiert worden war. Schließlich unterstützte Bill Harvey, der damalige künstlerische Leiter von Elektra Records, die Idee von Robb Royer: Bread (Brot) steht im amerikanischen Alltagssprachgebrauch noch heute für Geld. Man wollte mit dem Namen der Scheinheiligkeit begegnen, mit der Leute vorgaben, auf Geld keinen Wert zu legen.
Mit der ersten Langspielplatte Bread von 1969 präsentierten die drei Musiker bereits ihren eigenen, wiedererkennbaren Stil und bewiesen ihre ausgereifte Technik als multitalentierte Instrumentalisten. Am Schlagzeug wurden Bread von Jim Gordon unterstützt. Heute noch von Kennern gelobt, erreichte die Schallplatte aber kein befriedigendes Verkaufsergebnis. Die Single-Auskopplung Make It with You erreichte 1970 Platz eins der US-Singles-Charts. Eine weitere Auskoppelung It Don’t Matter to Me erreichte Platz 10.
1970 wurde auch die zweite Langspielplatte On the Waters veröffentlicht, ein Jahr später folgte Manna. Beide Alben wurden mit Gold ausgezeichnet.
1972 verließ Robb Royer die Band und wurde durch Larry Knechtel, einen gefragten Keyboarder aus Los Angeles, permanent ersetzt. Bread produzierten in diesem Jahr gleich zwei große Alben, zuerst Baby I’m-a Want You. Der gleichnamige Titel und zwei weitere aus dem nachfolgenden Album The Guitar Man belegten vordere Hitparadenplätze.
Bevor das sechste Album fertig wurde, führte der kreative Konkurrenzkampf, der zwischen David Gates und James Griffin offenbar schon länger tobte, zu Spannungen, die ihre Arbeit zu behindern begannen. Man entschloss sich gemeinsam, Bread aufzulösen.
David Gates trat zunächst alleine auf und veröffentlichte 1973 und 1975 eigene Langspielplatten. 1976 rauften sich Gates und Griffin erneut zusammen und Bread konnte im darauffolgenden Jahr mit Lost Without Your Love eine weitere LP veröffentlichen. Die gleichnamige Single erreichte die Top Ten, doch die Gegensätze führten erneut, diesmal für viele Jahre, zur Trennung.
Alle vier Bandmitglieder arbeiteten als Solomusiker oder traten anderen Bands bei. 1996 und 1997 fand sich die Band noch einmal zu einer gemeinsamen Welt-Tournee zusammen.
Im Jahr 2005 starben Griffin und Botts, beide im Alter von 61 Jahren, an Krebs. Larry Knechtel erlag am 20. August 2009 im Alter von 69 Jahren den Folgen eines Herzinfarkts.

## Diskografie

### Studioalben
| Jahr | Titel Musiklabel Katalog-Nr.           | Höchstplatzierung, Gesamtwochen, AuszeichnungChartplatzierungen (Jahr, Titel, Musiklabel Katalog-Nr., Platzierungen, Wochen, Auszeichnungen, Anmerkungen) | Höchstplatzierung, Gesamtwochen, AuszeichnungChartplatzierungen (Jahr, Titel, Musiklabel Katalog-Nr., Platzierungen, Wochen, Auszeichnungen, Anmerkungen) | Anmerkungen                                                                         |
| Jahr | Titel Musiklabel Katalog-Nr.           | UK | US | Anmerkungen                                                                         |
| ---- | -------------------------------------- | --- | --- | ----------------------------------------------------------------------------------- |
| 1969 | Bread Elektra 74044                    | — | US127 (9 Wo.)US | Erstveröffentlichung: September 1969 Produzenten: Bread                             |
| 1970 | On the Waters Elektra 74076            | UK34 (5 Wo.)UK | US12 Gold · (32 Wo.)US | Erstveröffentlichung: Juli 1970 Produzenten: David Gates, James Griffin, Robb Royer |
| 1971 | Manna Elektra 74086                    | — | US21 Gold · (25 Wo.)US | Erstveröffentlichung: März 1971 Produzenten: David Gates, James Griffin, Robb Royer |
| 1972 | Baby I’m-a Want You Elektra 75015      | UK9 (19 Wo.)UK | US3 Gold · (56 Wo.)US | Erstveröffentlichung: Januar 1972 Produzenten: David Gates, James Griffin           |
| 1972 | Guitar Man Elektra 75047               | — | US18 Gold · (29 Wo.)US | Erstveröffentlichung: Oktober 1972 Produzenten: David Gates, James Griffin          |
| 1977 | Lost Without Your Love Elektra 7E-1094 | UK17 (6 Wo.)UK | US26 Gold · (16 Wo.)US | Erstveröffentlichung: Januar 1977 Produzent: David Gates                            |

### Kompilationen
| Jahr | Titel Musiklabel Katalog-Nr.                            | Höchstplatzierung, Gesamtwochen, AuszeichnungChartplatzierungen (Jahr, Titel, Musiklabel Katalog-Nr., Platzierungen, Wochen, Auszeichnungen, Anmerkungen) | Höchstplatzierung, Gesamtwochen, AuszeichnungChartplatzierungen (Jahr, Titel, Musiklabel Katalog-Nr., Platzierungen, Wochen, Auszeichnungen, Anmerkungen) | Anmerkungen                                                           |
| Jahr | Titel Musiklabel Katalog-Nr.                            | UK | US | Anmerkungen                                                           |
| ---- | ------------------------------------------------------- | --- | --- | --------------------------------------------------------------------- |
| 1972 | The Best of Bread Elektra 75056                         | UK7 Silber · (99 Wo.)UK | US2 ×5Fünffachplatin · (120 Wo.)US | Erstveröffentlichung: Oktober 1972 in US erst im März 1973 erschienen |
| 1974 | The Best of Bread, Volume 2 Elektra 7E-1005             | UK48 (1 Wo.)UK | US32 Gold · (18 Wo.)US | Erstveröffentlichung: Mai 1974                                        |
| 1977 | The Sound of Bread: Their 20 Finest Songs Elektra 52062 | UK1 Platin · (46 Wo.)UK | — | Erstveröffentlichung: Oktober 1977                                    |
| 1987 | The Collection / The Very Best of Bread Telstar 2303    | UK84 (2 Wo.)UK | — | Erstveröffentlichung: November 1987 mit David Gates                   |
| 1997 | Essentials Elektra 61961                                | UK9 Gold · (23 Wo.)UK | — | Erstveröffentlichung: Juni 1997 mit David Gates                       |
| 2006 | The Sound of Bread Elektra 74756                        | UK18 Platin · (16 Wo.)UK | — | Wiederveröffentlichung: September 2006                                |
| 2012 | The Very Best of Bread Rhino 5310513422                 | UK41 Silber · (8 Wo.)UK | — | Erstveröffentlichung: 5. März 2012                                    |

Weitere Kompilationen
- 1982: The Sound of Bread: Their 16 Finest Songs (Warner 9960)
- 1990: Greatest Hits (Alex)
- 1994: Let Your Love Go: Greatest Hits (Remember)
- 1995: Anthology of Bread (Elektra; UK: Silber, US: Platin)
- 1996: Retrospective (2 CDs; Elektra Traditions 73509)
- 1999: The Love Album (Brilliant 33010)
- 2002: Make It with You and Other Hits (Flashback 78211)
- 2005: Make It with You: The Platinum Collection (WEA International)
- 2006: The Definitive Collection (2 CDs; Elektra / Rhino 73388)
- 2007: The Works: A 3 CD Retrospective (3 CDs; Rhino 79947)
- 2009: Original Album Series (Box mit 5 CDs; Elektra / Rhino 79835)
- 2017: The Elektra Years: The Complete Albums Box (Box mit 6 CDs; Elektra / Rhino 79338)
- 2017: Guitar Man: The Best of Bread (Rhino UK 603497863174)

### Singles
| Jahr | Titel Album                          | Höchstplatzierung, Gesamtwochen, AuszeichnungChartplatzierungen (Jahr, Titel, Album, Platzierungen, Wochen, Auszeichnungen, Anmerkungen) | Höchstplatzierung, Gesamtwochen, AuszeichnungChartplatzierungen (Jahr, Titel, Album, Platzierungen, Wochen, Auszeichnungen, Anmerkungen) | Anmerkungen                                             |
| Jahr | Titel Album                          | UK | US | Anmerkungen                                             |
| ---- | ------------------------------------ | --- | --- | ------------------------------------------------------- |
| 1970 | Make It with You On the Waters       | UK5 Silber · (14 Wo.)UK | US1 Gold · (17 Wo.)US | Erstveröffentlichung: April 1970 Autor: David Gates     |
| 1970 | It Don’t Matter to Me Bread          | — | US10 (11 Wo.)US | Erstveröffentlichung: September 1970 Autor: David Gates |
| 1971 | Let Your Love Go Manna               | — | US28 (10 Wo.)US | Erstveröffentlichung: Dezember 1970 Autor: David Gates  |
| 1971 | If Manna                             | — | US4 (12 Wo.)US | Erstveröffentlichung: März 1971 Autor: David Gates      |
| 1971 | Mother Freedom Baby I’m-a Want You   | — | US37 (9 Wo.)US | Erstveröffentlichung: Juni 1971 Autor: David Gates      |
| 1971 | Baby I’m-a Want You                  | UK14 (10 Wo.)UK | US3 Gold · (12 Wo.)US | Erstveröffentlichung: Oktober 1971 Autor: David Gates   |
| 1972 | Everything I Own Baby I’m-a Want You | UK32 Silber · (6 Wo.)UK | US5 (13 Wo.)US | Erstveröffentlichung: Januar 1972 Autor: David Gates    |
| 1972 | Diary Baby I’m-a Want You            | — | US15 (11 Wo.)US | Erstveröffentlichung: April 1972 Autor: David Gates     |
| 1972 | The Guitar Man Guitar Man            | UK16 (9 Wo.)UK | US11 (10 Wo.)US | Erstveröffentlichung: Juli 1972 Autor: David Gates      |
| 1972 | Sweet Surrender Guitar Man           | — | US15 (11 Wo.)US | Erstveröffentlichung: Oktober 1972 Autor: David Gates   |
| 1973 | Aubrey Guitar Man                    | — | US15 (11 Wo.)US | Erstveröffentlichung: Januar 1973 Autor: David Gates    |
| 1976 | Lost Without Your Love               | UK27 (6 Wo.)UK | US9 (16 Wo.)US | Erstveröffentlichung: November 1976 Autor: David Gates  |
| 1977 | Hooked on You Lost Without Your Love | — | US60 (7 Wo.)US | Erstveröffentlichung: April 1977 Autor: David Gates     |

Weitere Singles
- 1969: Talks
- 1969: Dismal Day
- 1969: Could I
- 1970: Move Over
- 1978: Diary

## Auszeichnungen für Musikverkäufe
| Goldene Schallplatte - Australien - 1996: für das Album Essentials 2× Platin-Schallplatte - Australien - 1996: für das Album Bread | 5× Platin-Schallplatte - Neuseeland - 2007: für das Album The Sound of Bread: Their 20 Finest Songs |

Anmerkung: Auszeichnungen in Ländern aus den Charttabellen bzw. Chartboxen sind in ebendiesen zu finden.
| Land/RegionAuszeichnungen für Musikverkäufe (Land/Region, Auszeichnungen, Verkäufe, Quellen) | Silber     | Gold       | Platin       | Verkäufe   | Quellen          |
| -------------------------------------------------------------------------------------------- | ---------- | ---------- | ------------ | ---------- | ---------------- |
| Australien (ARIA)                                                                            | —          | Gold1      | 2× Platin2   | 175.000    | aria.com.au      |
| Neuseeland (RMNZ)                                                                            | —          | —          | 5× Platin5   | 75.000     | radioscope.co.nz |
| Vereinigte Staaten (RIAA)                                                                    | —          | 8× Gold8   | 6× Platin6   | 11.000.000 | riaa.com         |
| Vereinigtes Königreich (BPI)                                                                 | 5× Silber5 | Gold1      | 2× Platin2   | 1.280.000  | bpi.co.uk        |
| Insgesamt                                                                                    | 5× Silber5 | 10× Gold10 | 15× Platin15 |            |                  |